# Veng Kirke
Veng kirke, også kaldt Veng klosterkirke, er en kirke, der ligger i Veng Sogn i det tidligere Hjelmslev Herred, Skanderborg Amt. Den var klosterkirke i Veng Kloster der var et benediktinerkloster bygget af Valdemar 1.s forgængere; i 1160'erne var klosteret i alvorligt forfald med kun tre munke og en abbed, der førte et uordentligt levned. Derfor blev det i 1166 overdraget til cistercienserne, som i 1168 flyttede til Kalvø i Skanderborg Sø og i 1172 til Øm, hvor de grundlagde det store Øm Kloster, som havde Veng under sig. Veng Kloster er forsvundet, men klosterkirken står næsten fuldt bevaret og har undgået større ombygninger under de store kirkerestaureringer i slutningen af 1800-tallet.
Kirken var i middelalderen viet til treenigheden. Kirken består af romansk apsis, kor og skib med korsarmskapeller i to etager, hver med apsis. Apsiderne har antagelig hver indeholdt et alter, altså fire sidealtre. Desuden kan der have været et lægmandsalter i kirken samt et alter i vestafsnittet i øvre stokværk. Vestenden har været underdel til et oprindeligt tårn, hvoraf man stadig ser et ejendommeligt trappehus. Tårnet over søndre korsarm og våbenhuset er senere tilføjelser. Bygmesteren har formodentlig været uddannet i England og det oprindelige byggeri dateres til 1100-25.
Alle oprindelige bygningsdele er af frådstenskvadre over en skråkantsokkel, der på koret indeholder en del jernal. Hovedapsiden har gesims udformet som en rullestavsfrise med kraftige, tætsiddende prydkonsoller. Mod øst har den rundbuevindue, der udvendigt har søjler med spiralbånd og rundstav over buen. Mod nordøst ses et cirkelvindue. Syddøren er udvidet, norddøren er tilmuret med retkantet overligger og tympanonfelt. Korsarmskapellerne har efter anglo-normannisk skik halvtårnagtige apsider mod øst. Det kvadratiske tårn har stræbepillegatige lisener og har oprindeligt været højere. Overetagen har små, rigt profilerede åbninger mod skibet, der er formodentlig tale om et mindre kapel for den kongelige stifter. Tårnet over søndre korsarm er formodentlig opført i sengotisk tid samtidig med, at man nedrev det øverste af vesttårnet. Våbenhuset blev ligeledes opført i sengotisk tid, men præges nu af en kraftig ombygning i 1792.
I 1767 blev Wengegaard, som hørte til kongens ryttergods, solgt til amtmand Friedrich Ludwig von Woyda. Wengegaard havde oprindelig været ladegård til Veng Kloster. Den nye ejer opkaldte gården Sophiendal efter sin hustru Frederica Anne Sophie Adeler. Da von Woida døde i 1778, blev den søndre korsarm indrettet til begravelseskapel. Ved samme lejlighed blev kirken istandsat. Over våbenhusets dør er opsat en sandstenstavle, der minder om Frederica Anne Sophie Adelers indsats for kirkens bevarelse. I 1888 blev kisterne begravet under søndre korsarms gulv, hvorefter rummet atter blev inddraget i kirkerummet.
Apsis har bevaret sit halvkuppelhvælv, den brede apsisbue ledsages af rundstav over hjørnesøjler med spiralbånd og blokkapitæler. Korets sidevægge er prydet med vægblændinger i to etager, nederst fem dybe, rundbuede nicher, der adskilles af næsten frie søjler, øverst seks flade, rundbuede blændarkader. Korsarmskapellernes underetager er forbundet med skibet ved arkader med hulkantede kragbånd. Korbuen flankeres af tre par trekvartsøjler med høje sammenvoksede tragtkapitæler, der danner vederlag for tre rundstave.
Kor og skibe fik indbygget krydshvælv i sengotisk tid, den nordre korsarm har bjælkeloft og små vinduer i apsis og i ydermuren. Der er konstateret rester af romanske kalkmalerier i apsis og i korets arkadeblændinger. De er atter blevet overkalket; i søndre korsarms sydkappe ses dog dekorativ udsmykning. Altertavlen er fra begyndelsen af 1600-tallet med maleri fra 1655. Prædikestolen er ligeledes fra begyndelsen af 1600-tallet.
Den romanske granitdøbefont har dobbeltløver på kummen.

## Eksterne kilder og henvisninger
- Wikimedia Commons har flere filer relateret til Veng Kirke
- Veng Kirke Arkiveret 4. oktober 2007 hos  Wayback Machine på nordenskirker.dk
- Veng Kirke på KortTilKirken.dk
- Veng Kirke på danmarkskirker.natmus.dk (Danmarks Kirker, Nationalmuseet)